# 布熱什切

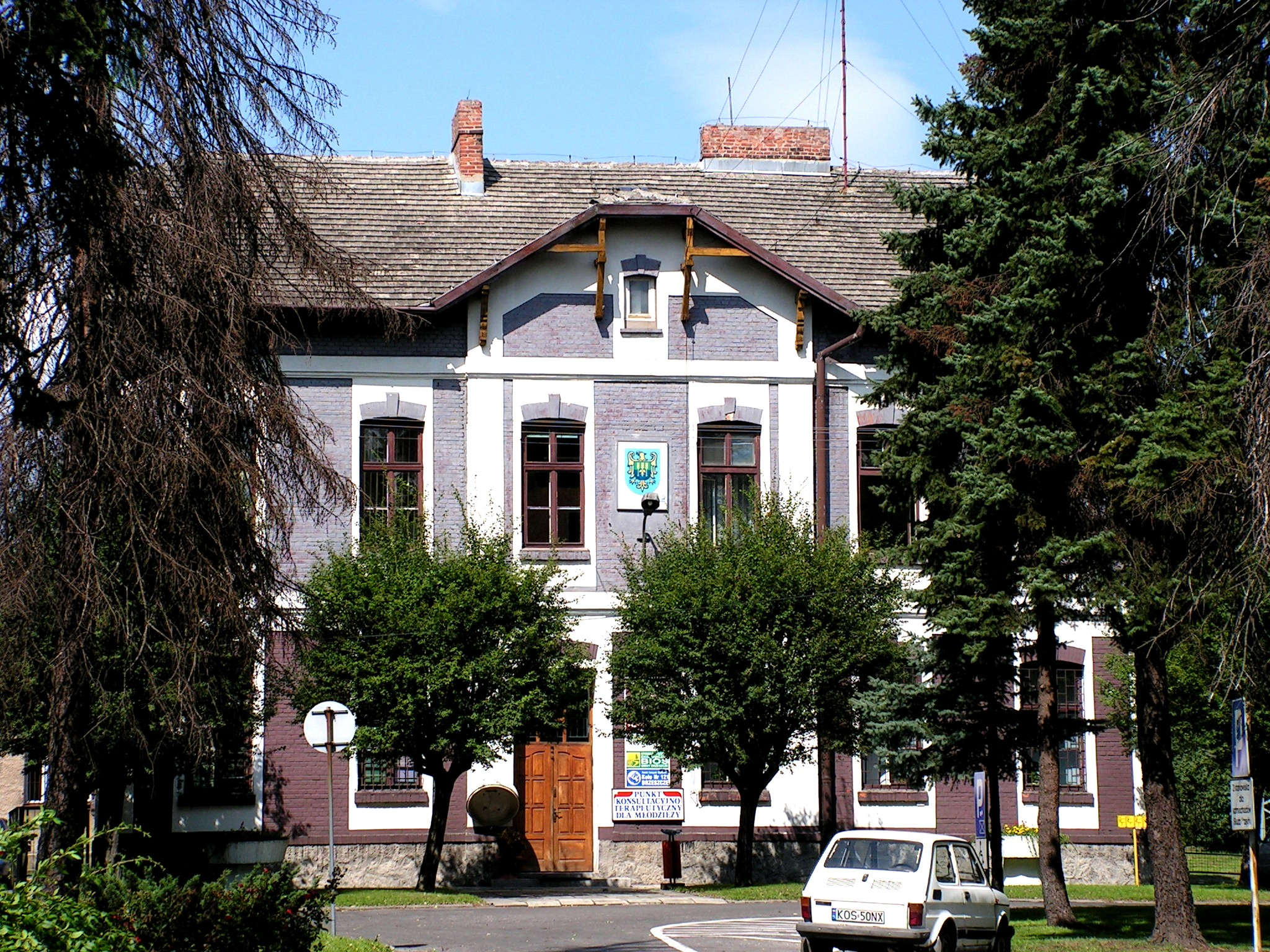

布熱什切是波蘭的城鎮，位於該國南部，距離奧斯威辛7公里，由小波蘭省負責管轄，始建於十五世紀，面積19.17平方公里，主要經濟活動是煤礦業，2006年人口11,730。

## 外部連結
- Jewish Community in Brzeszcze （页面存档备份，存于） on Virtual Shtetl

49°59′N 19°09′E / 49.983°N 19.150°E